# Вырбанов, Александр
Александр Александров Вырбанов (болг. Александър Върбанов; род. 9 мая 1964, Нови-Пазар) — болгарский тяжелоатлет, четырёхкратный чемпион Болгарии (1982—1985), четырёхкратный чемпион Европы (1983, 1985—1987), трёхкратный чемпион мира (1983, 1985, 1986), призёр соревнований «Дружба-84» (1984) и Олимпийских игр (1988). Заслуженный мастер спорта Болгарии (1983).

## Биография
Александр Вырбанов родился 9 мая 1964 года в городе Нови-Пазар. Занимался тяжёлой атлетикой под руководством Киро Янкова и Ивана Абаджиева. В 1982 году был чемпионом Европы среди юниоров в лёгком весе.
В 1983 году, перейдя в полусреднюю весовую категорию, дебютировал в национальной сборной Болгарии на чемпионате мира и Европы в Москве, где установил новый мировой рекорд в толчке (210 кг) и завоевал золотые награды. В 1984 году готовился к участию в Олимпийских играх в Лос-Анджелесе, однако политическое руководство Болгарии приняло решение об их бойкоте болгарскими спортсменами. На соревнованиях «Дружба-84», проведённых в сентябре 1984 года в Варне, выступил в лёгкой весовой категории и завоевал серебряную медаль, уступив лишь товарищу по команде Янко Русеву. При этом его результат в двоеборье (335 кг) оказался на 15 кг больше чем тот, что показал чемпион Олимпиады в Лос-Анджелесе в лёгком весе Яо Цзинъюань (Китай).
В дальнейшем вернулся в полусреднюю весовую категорию и большую часть следующего олимпийского цикла уверенно доминировал в ней, выигрывая все крупные международные турниры. Однако в 1987 году на чемпионате мира в Остраве проиграл соотечественнику Бориславу Гидикову и стал серебряным призёром. Противостояние этих двух атлетов продолжилось на Олимпийских играх в Сеуле (1988), где успех вновь сопутствовал Гидикову, а Вырбанов, уступив ещё и Инго Штайнхёфелю (ГДР), довольствовался бронзовой медалью.
В 1990 году завершил свою спортивную карьеру и занялся тренерской деятельностью сначала в Болгарии, а потом заграницей. С 2009 года живёт в канадском городе Торонто, где основал свою тяжелоатлетическую школу «Varbanov School of Weightlifting». Одним из учеников этой школы является его сын Николай (Ники) Вырбанов (род. 2000), который трижды выигрывал чемпионат Канады среди юниоров (2014—2016) в разных весовых категориях.